# Elecciones generales de Zimbabue de 1985
Las elecciones generales de Zimbabue de 1985 se realizaron entre junio y julio de 1985 para escoger a los miembros de la segunda legislatura de la Cámara de Representantes de Zimbabue. Fueron las segundas elecciones que se celebraban en el país desde la caída del gobierno de la minoría blanca, y las primeras elecciones que se celebraban en Zimbabue como país independiente. También fueron las últimas elecciones del país bajo un gobierno parlamentario, antes de la creación de una presidencia ejecutiva en 1987, y las últimas en las que hubo escaños segregados para blancos y negros. Bajo este sistema electoral, 80 de los 100 escaños parlamentarios eran disputados por la mayoría negra en distritos uninominales, mientras que los otros 20 eran del mismo modo disputados por la minoría blanca.
Estas elecciones dieron un claro triunfo a la gobernante Unión Nacional Africana de Zimbabue - Frente Patriótico (ZANU-PF) del primer ministro Robert Mugabe, que revalidó la mayoría absoluta obtenida en 1980 con 64 de los 80 escaños del "plantel común" y el 77.21% del voto popular. En segundo lugar, muy atrás, quedó la Unión del Pueblo Africano de Zimbabue (ZAPU) con el 19.26% de los votos y 15 escaños. El Consejo Nacional Africano Unido, de Abel Muzorewa, perdió su representación parlamentaria, mientras que la disidencia del ZANU, liderada por Edgar Tekere, obtuvo un escaño. Sin embargo, las elecciones no fueron consideradas libres y justas, con varias denuncias de fraude electoral e intimidación de los votantes.
Paralelamente, en las elecciones para el "plantel blanco", se registró una verdadera competencia entre la Alianza Conservadora de Zimbabue (CAZ), de Ian Smith, y el Grupo Independiente de Zimbabue (IGZ), de John Landau. La CAZ obtuvo la victoria con el 55.02% de los votos y 15 de los 20 escaños, contra el 39.70% de los votos y 4 escaños de la IGZ, más un candidato independiente.

## Sistema electoral
La Cámara de Representantes de Zimbabue consistía en este momento de 100 escaños, de los cuales 20 estaban reservados para votantes blancos, y los restantes 80 eran elegidos en un "plantel común" compuesto por todos los ciudadanos adultos, excepto los que están en el plantel blanco. Desde la independencia de Zimbabue, se compiló un censo electoral para los escaños comunes. Se elaboraron distritos electorales uninominales para los asientos comunes en lugar del sistema de listas cerradas utilizado en la primera elección. Las elecciones comunes fueron el 1 y 2 de julio.
Los asientos del plantel blanco se habían elaborado en 1978, pero el gran éxodo de zimbabuenses blancos (especialmente de zonas rurales) había provocado una gran disparidad en el tamaño de los electores. Por lo tanto, la Comisión de Delimitación redibujó el mapa y cambió el nombre de muchos de los asientos para que coincidieran con los cambios en los nombres de los lugares. Otro cambio al sistema fue que el sistema de votación preferencial se reinició para los asientos blancos, por lo que un candidato tenía que ganar más de la mitad de los votos para ser elegido. La elección de los escaños blancos se realizó el 27 de junio.

## Campaña del plantel común
Las elecciones anteriores habían demostrado que ZANU-PF había monopolizado el apoyo popular entre las áreas Shona, y sus posibilidades de perder las elecciones eran mínimas. Sin embargo, ZANU-PF necesitaba afirmar su apoyo y demostrar que conservaba la confianza de las personas de que estaba logrando un progreso genuino. El apoyo popular para ZAPU, fuera de las áreas Ndebele, era mínimo, y el Consejo Nacional Africano Unido de Abel Muzorewa había perdido a favor de ZANU-PF luego de la efectiva transición al gobierno de Robert Mugabe.

## Resultados del plantel común
|  | 77.21 % |

|  | 19.26 % |

|  | 2.29 % |

|  | 1.23 % |

|  | 0.01 % |

|  | 0.00 % |

|  | 97.35 % |

|  | 2.65 % |

|  | 95.01 % |

|  | 4.99 % |

## Elecciones al plantel blanco

### Campaña
En las anteriores elecciones la verdadera competencia fue entre ZANU-PF, ZAPU-PF y el UANC por los escaños comunes, mientras que los escaños del plantel blanco fueron fácilmente ganados por el Frente Rodesiano (reconstituido luego como Alianza Conservadora de Zimbabue o CAZ) con casi el 75% de los mismos ganados sin oposición. En esta ocasión, sin embargo, fue exactamente lo contrario. Mientras que ZANU-PF no enfrentó una auténtica competencia, la CAZ veía en peligro su hegemonía entre los votantes blancos al fundarse el Grupo Independiente de Zimbabue (IGZ), compuesto por blancos que o bien estaban de acuerdo con las políticas de Mugabe, o bien consideraban que no habían experimentado un auténtico cambio en sus vidas con su llegada al poder. Mientras que la CAZ buscaba luchar fervientemente por los intereses de la minoría blanca, el IGZ proponía cooperar con ZANU-PF e integrar progresivamente a la población blanca en una democracia no segregada.

### Resultados
|  | 55.02 % |

|  | 39.70 % |

|  | 4.37 % |

|  | 95.21 % |

|  | 4.79 % |

|  | 100.0 % |